# Manfred Zapf
Manfred Zapf (* 24. srpna 1946, Stapelburg) je bývalý východoněmecký fotbalista, obránce. V letech 1988-1989 byl trenérem východoněmecké fotbalové reprezentace.

## Fotbalová kariéra
Ve východoněmecké oberlize hrál za 1. FC Magdeburg. Nastoupil ve 328 ligových utkáních a dal 29 gólů. S 1. FC Magdeburg získal třikrát mistrovský titul a šestkrát východoněmecký fotbalový pohár. V Poháru mistrů evropských zemí nastoupil v 8 utkáních, v Poháru vítězů poháru nastoupil ve 27 utkáních a v Poháru UEFA nastoupil ve 14 utkáních a dal 2 góly. V roce 1974 vyhrál s 1. FC Magdeburg Pohár vítězů pohárů. Za reprezentaci Východního Německa (NDR) nastoupil v letech 1969–1975 v 16 utkáních. V roce 1972 byl členem bronzového týmu na LOH 1972 v Mnichově, nastoupil ve 7 utkáních.

## Ligová bilance
| Ročník           | Zápasy | Góly | Klub                |
| ---------------- | ------ | ---- | ------------------- |
| I. liga 1963/64  | 3      | 0    | SC Aufbau Magdeburg |
| I. liga 1964/65  | 15     | 0    | SC Aufbau Magdeburg |
| I. liga 1965/66  | 26     | 2    | 1. FC Magdeburg     |
| II. liga 1966/67 | 30     | 7    | 1. FC Magdeburg     |
| I. liga 1967/68  | 26     | 7    | 1. FC Magdeburg     |
| I. liga 1968/69  | 23     | 2    | 1. FC Magdeburg     |
| I. liga 1969/70  | 15     | 1    | 1. FC Magdeburg     |
| I. liga 1970/71  | 23     | 4    | 1. FC Magdeburg     |
| I. liga 1971/72  | 25     | 3    | 1. FC Magdeburg     |
| I. liga 1972/73  | 25     | 2    | 1. FC Magdeburg     |
| I. liga 1973/74  | 23     | 1    | 1. FC Magdeburg     |
| I. liga 1974/75  | 24     | 3    | 1. FC Magdeburg     |
| I. liga 1975/76  | 26     | 2    | 1. FC Magdeburg     |
| I. liga 1976/77  | 25     | 0    | 1. FC Magdeburg     |
| I. liga 1977/78  | 26     | 1    | 1. FC Magdeburg     |
| I. liga 1978/79  | 23     | 1    | 1. FC Magdeburg     |
| CELKEM I. liga   | 328    | 29   |                     |

## Trenérská kariéra
V letech 1988-1989 byl trenérem reprezentace Východního Německa (NDR).